# 清朝伊斯兰教

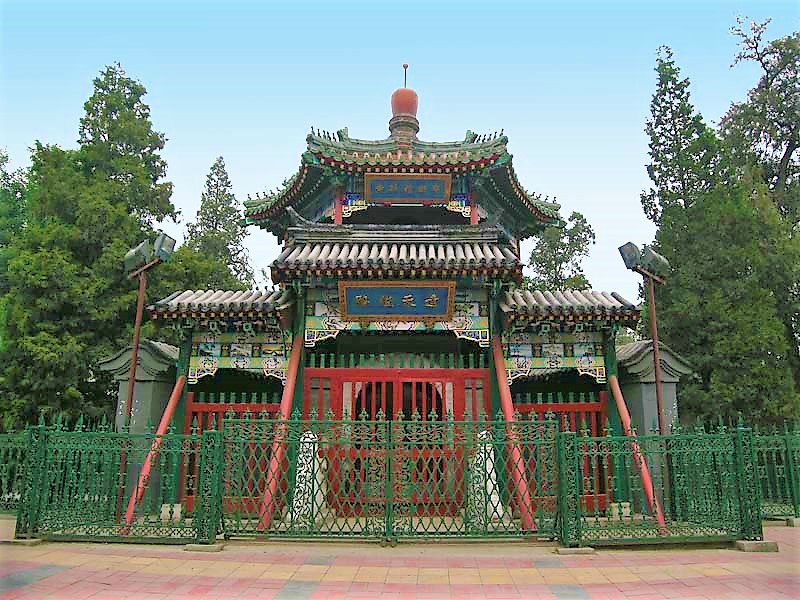
这是位于中国的一座伊斯兰教的寺庙。

清朝伊斯兰教是指伊斯兰教在清朝统治下的中国发展，这段时间以穆斯林不斷反乱为特点。满人统治政策是对蒙藏回汉分而治之以夷制夷。清代第一次回乱是顺治年间米喇印，丁国棟反清復明，同时清代也禁止去麥加与建新寺。这段时期有几次大反乱。

## 早期甘肃新疆陝西回乱
1757年乾隆平定準噶尔后把大小和卓從伊犁放出，派他们统治喀什一带，当时白山派和卓霍集占在南疆建巴图尔汗国。之后被平定，在1765年烏什有反辦事大臣活动。
在甘肃老教与新教不合，引起老教勾结官府镇压。馬明心被杀，激起苏四十三与田五暴动。
新疆在平定大小和卓后大致安定，但在道光年间浩罕又支持張格尔与其他和卓入侵。1829年玉素普和卓，1846年卡塔条勒和卓，最后一次是1857年倭里罕入侵，入侵喀什因杀人太多失民心。他后来被阿古柏杀死。

## 云南回變
1855年－1873年云南发生冋汉衝突，杜文秀建立政权。失败后云南回族逃亡缅甸與泰国成為潘泰人。

## 同治回变
同治年间，甘肃、陝西、宁夏、新疆回族动乱。加上阿古柏入侵，最后由左宗棠平定，白彥虎逃走。

## 种族清洗
同治回乱后清政府实行洗回，左宗棠把陝甘回民送到宁夏管理。不准再信新教，而一早投降的馬占鰲则被授官。